# Jeppe Foldager
Jeppe Foldager, né le 1er janvier 1986 à Hirtshals, est un chef cuisinier danois. En 2013, il a remporté la médaille d'argent au Bocuse d'Or en 2013. Il a été directeur adjoint du restaurant Søllerød Inn, où il a été embauché en 2007. Il travaille maintenant comme chef au restaurant Alberto K à Copenhague.